# Plecotini
Plecotini (вухані) — триба рукокрилих ссавців з родини лиликових. Містить кілька родів, що поширені по всій Північній півкулі, в Євразії, Північній Африці та Північній Америці. Найдавнішим викопним із цієї групи є Qinetia з раннього олігоцену Бельгії.

## Склад триби
Родовий склад із зазначенням кількості видів за MDD:
- Barbastella — 6 видів
- Corynorhinus — 3 види
- Euderma — 1 вид
- Idionycteris — 1 вид
- Otonycteris — 2 види
- Plecotus — 18 видів